# Sorex merriami
{{#ifeq:0|0|{{#if:|{{#if:Sorexmerriami|[[]}}|}}}}
Sorex merriami (мідиця Мерріама) — вид роду мідиць (Sorex) родини мідицевих (Soricidae).

## Поширення
Країни поширення: Канада, США (Аризона, Каліфорнія, Колорадо, Айдахо, Монтана, Небраска, Невада, Нью-Мексико, Орегон, Південна Дакота, Юта, Вашингтон, Вайомінг). Середовища проживання включають в себе різні луки, в тому числі трави у чагарниках, а також гірські ліси.

## Стиль життя
Сови є єдиними відомими хижаками. Живиться комахами, павуками, членистоногими.